# Мария Хедвига фон Хесен-Дармщат
Мария Хедвига фон Хесен-Дармщат (на немски: Marie Hedwig von Hessen-Darmstadt; * 26 ноември 1647, Гисен; † 19 април 1680, Ихтерсхаузен, Тюрингия) от рода Хесен (Линия Хесен-Дармщат), е ландграфиня от Хесен-Дармщат и чрез женитба херцогиня на Саксония-Майнинген.

## Живот
Тя е най-малката дъщеря на ландграф Георг II фон Хесен-Дармщат (1605 – 1661) и съпругата му София Елеонора Саксонска (1609 – 1671), дъщеря на курфюрст Йохан Георг I от Саксония.
Мария Хедвига се омъжва на 20 ноември 1671 г. в Гота за Бернхард I (1649 – 1706) от рода на Ернестинските Ветини, херцог на Саксония-Гота заедно с братята си. От 1676 г. той резидира в Ихтерсхаузен и построява там дворец, който е наречен в нейна чест Мариенбург. През 1680 г. Бернхард и братята му разделят страната и той става първият херцог на Саксония-Майнинген.
Мария Хедвига умира на 32 години, малко след раждането на последното си дете, девет седмици преди местенето на двора в Майнинген. Погребана е в криптата на градската църква в Майнинген. В чест на първата си съпруга Бернхард изгражда в двореца Елизабетенбург прочутата барокова „Хесенска зала“ с портрети от двете династии.

## Деца
Мария Хедвига и Бернхард имат децата:
- Ернст Лудвиг I (1672 – 1724), херцог на Саксония-Майнинген

∞ 1. 1704 принцеса Доротея Мария фон Саксония-Гота-Алтенбург (1674 – 1713)
∞ 2. 1714 принцеса Елизабет София фон Бранденбург (1674 – 1748)
- Бернхард (1673 – 1694)
- Йохан Ернст (1674 – 1675)
- Мария Елизабет (*/† 1676)
- Йохан Георг (1677 – 1678)
- Фридрих Вилхелм (1679 – 1746), херцог на Саксония-Майнинген, не се жени
- Георг Ернст (1680 – 1699)